# Network File System
Network File System, NFS, är ett protokoll som utvecklades av Sun Microsystems och som beskrivs i RFC 1094, 1813, 3010 och 3530, ett filsystem i nätverk som tillåter en dator att komma åt hårddiskar på andra maskiner som om de vore lokala.
Originalversionerna 2 och 3 av protokollet använde sig av UDP (User Datagram Protocol) vilket betyder att det var ett "stateless protocol". Version 4 skulle däremot bygga på ett "stateful protocol" och även lösa en del prestandaproblem.
NFS associeras oftast med Unix men kan användas på både Macintosh och Windows. CIFS är dock vanligare på Windowssidan och AFP är vanligare på Macintosh.